# Национальный театр и Национальный концертный зал в Тайбэе

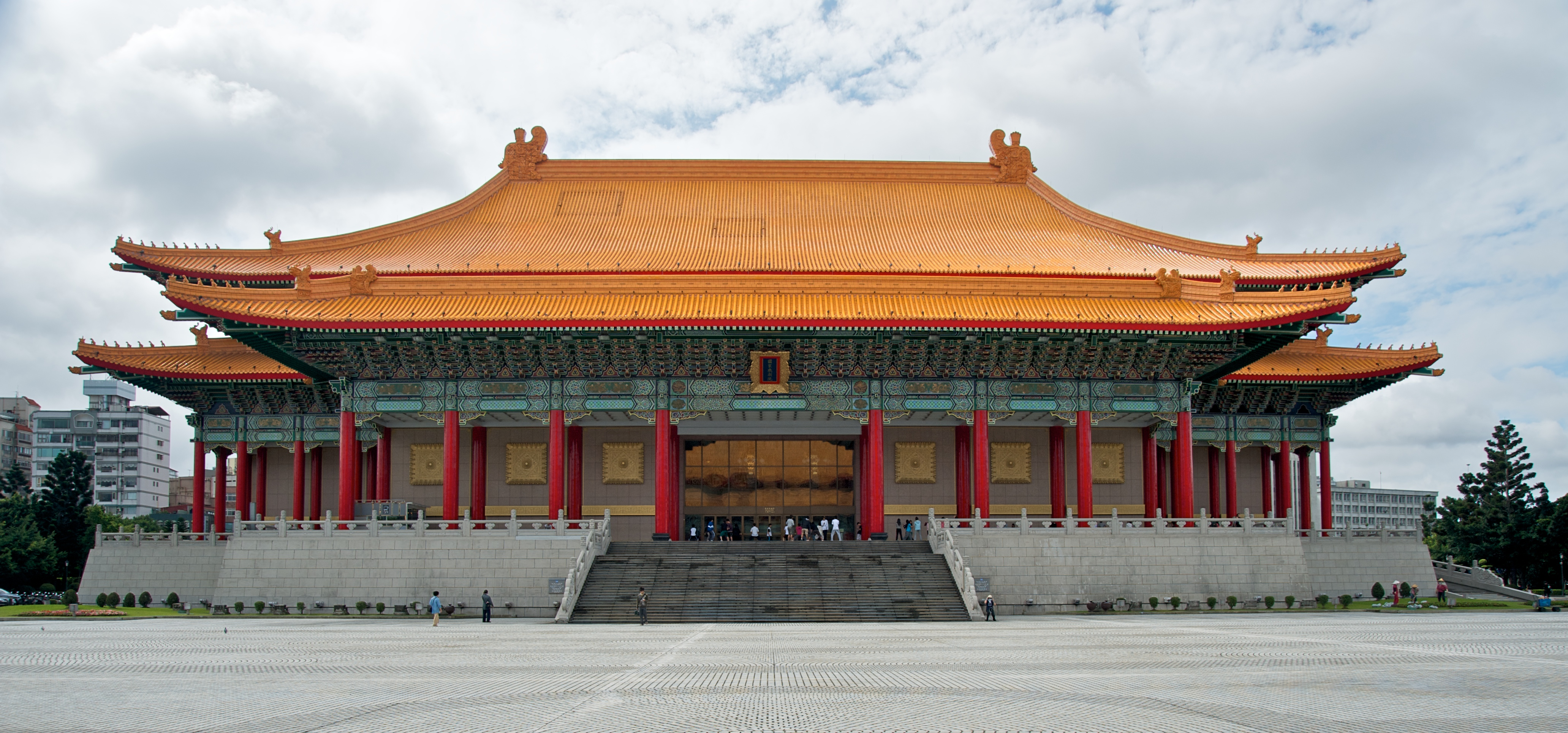
Национальный театр

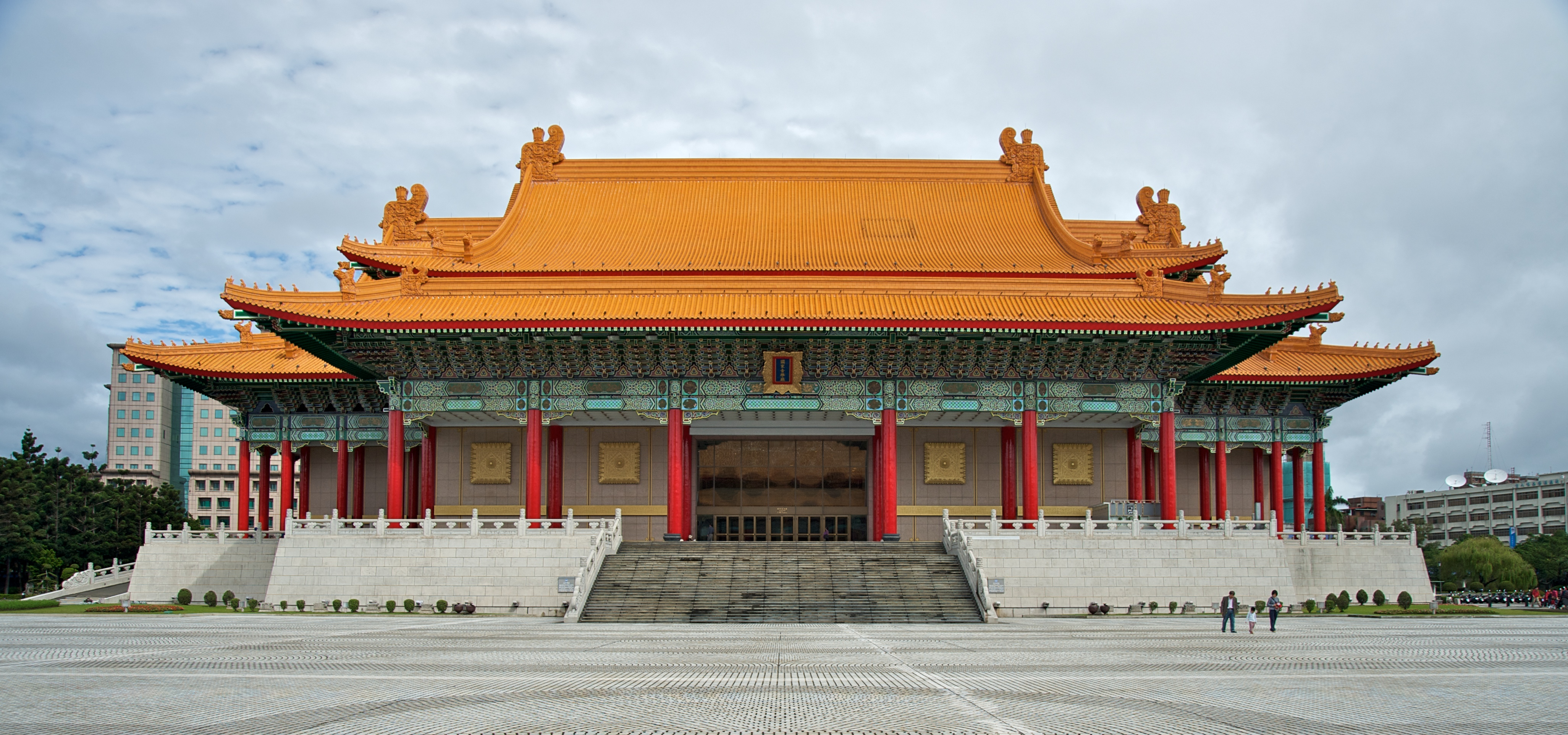
Национальный концертный зал

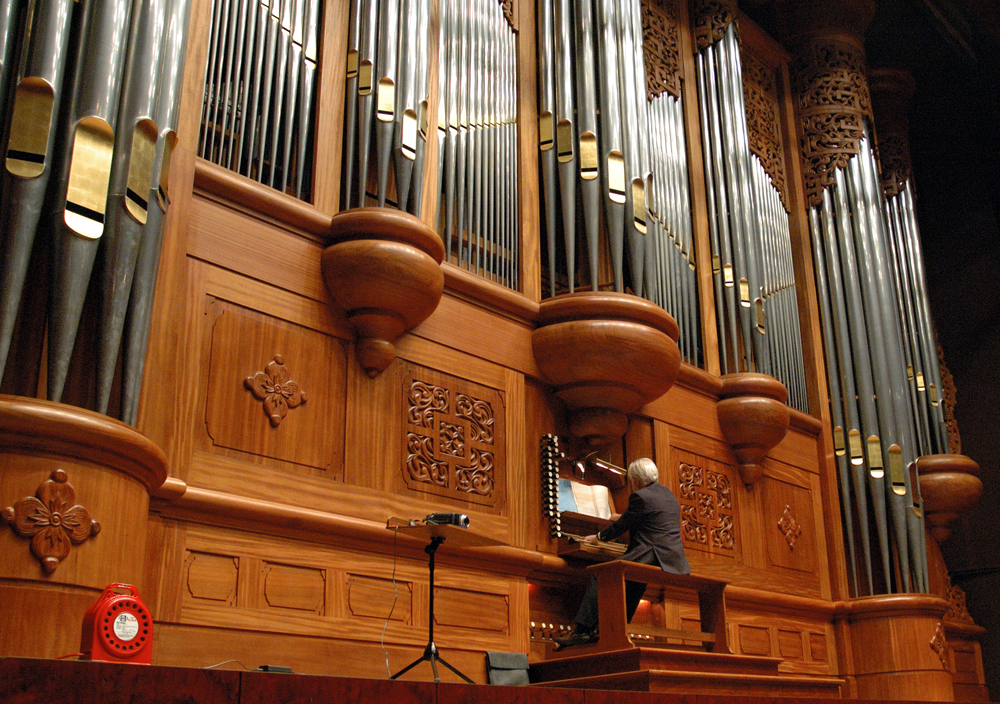
Орган в Национальном концертном зале Тайваня был самым большим в Азии, когда он был установлен в 1987 году.

Национальный театр (трад. кит.: 國家新劇院 пиньинь: Guójiā Xìjù Yuàn) и Национальный концертный зал (трад. кит.: 國家音樂廳; пиньинь: Guójiā Yīnyuè Tīng) — комплекс из двух зданий для проведения представлений исполнительских искусств, расположен на площади Свободы в районе Чжунчжэн, Тайбэе. Строительство завершено в 1987 году.

## История
Тайваньский национальный театр и Национальный концертный зал — два крупнейших культурных здания для современного исполнительского искусства, созданных в Азии. После смерти Чан Кай-ши в 1975 году гоминьдановское правительство санкционировало строительство памятника и объектов культурного искусства в центре Тайбэя. Стоимость проекта составила 7,4 миллиарда новых тайваньских долларов.
Ян Чжо-чэн и Architects and Engineers Associates отвечали за общий дизайн. Здания, хотя и современные по функциям и назначению, выстроены по канонам китайской дворцовой архитектуры. Немецкая компания G+H и компания Philips из Нидерландов сыграли ведущую роль в разработке дизайна интерьера, сценического освещения и акустики. Строения были завершены 20 сентября 1987 года и официально открыли свои двери в следующем месяце под официальным названием «Национального культурного центра имени Чан Кайши». Вице-президент Ли Дэн-хуэй и премьер-министр Юй Го-хуа председательствовали на церемонии открытия двух зданий 31 октября 1987 года.
Массовые демократические митинги на площади Свободы в 1990 г. положили начало быстрому, но мирному переходу тайваньского общества от однопартийного авторитарного правления к плюралистической демократии. В 1999 году Министерство образования под руководством Ли Дэн-Хуэя, первого избранного президента Тайваня, объединило органы управления Национального театра и Концертного зала с органами Национального симфонического оркестра, Национального китайского оркестра и Национального хора. В 2004 году эта более крупная организация стала самостоятельным исполнительным органом, Национальным культурным центром CKS, возглавляемым художественным руководителем, подотчетным совету директоров.
Каждое сооружение может одновременно принимать не менее двух мероприятий. В Национальном театре есть экспериментальный театр меньшего размера, а в Национальном концертном зале - более интимный концертный зал. Одновременно на площади могут ставиться представления под открытым небом. Орган Флентропа Оргельбау в Национальном концертном зале был самым большим органом в Азии на момент его установки в 1987 году.  В обеих структурах находятся художественные галереи, библиотеки, магазины и рестораны. В Национальном театре находится библиотека исполнительских видов искусства и издательства Taiwan's Performing Arts Review.
Национальный театр и концертный зал, как и все театральные залы в столицах, играют не только художественную, но и дипломатическую роль. В число гостей регулярно входят высшие избранные лидеры Тайваня, а также международные артисты и высокопоставленные лица. Среди посетителей на протяжении многих лет были Маргарет Тэтчер из Великобритании, Михаил Горбачев из СССР, Ли Куан Ю из Сингапура, Рафаэль Кальдерон Муньос из Коста-Рики и бывшая первая леди США Бетти Форд .

## Выступления известных театральных коллективов и музыкантов

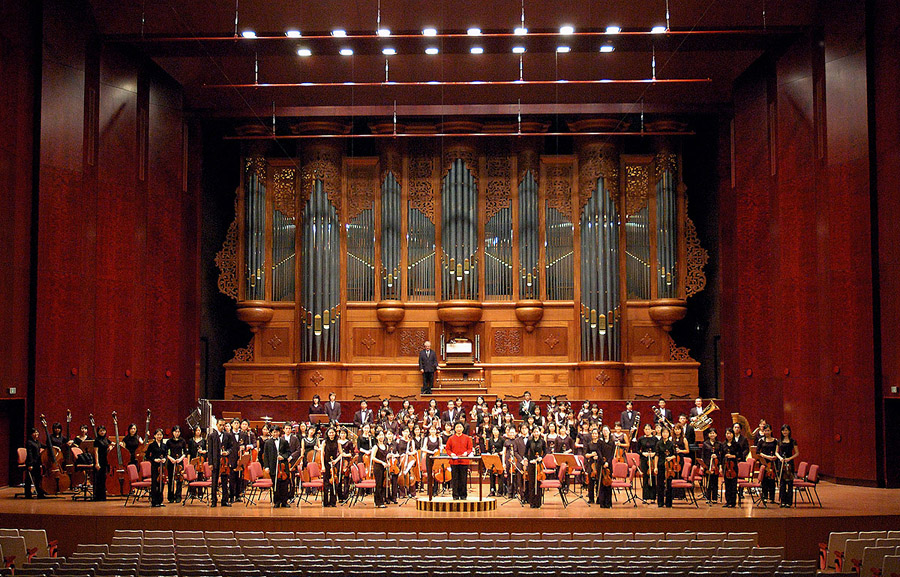
Апо Сюй и Симфонический оркестр NTNU на сцене Национального концертного зала.

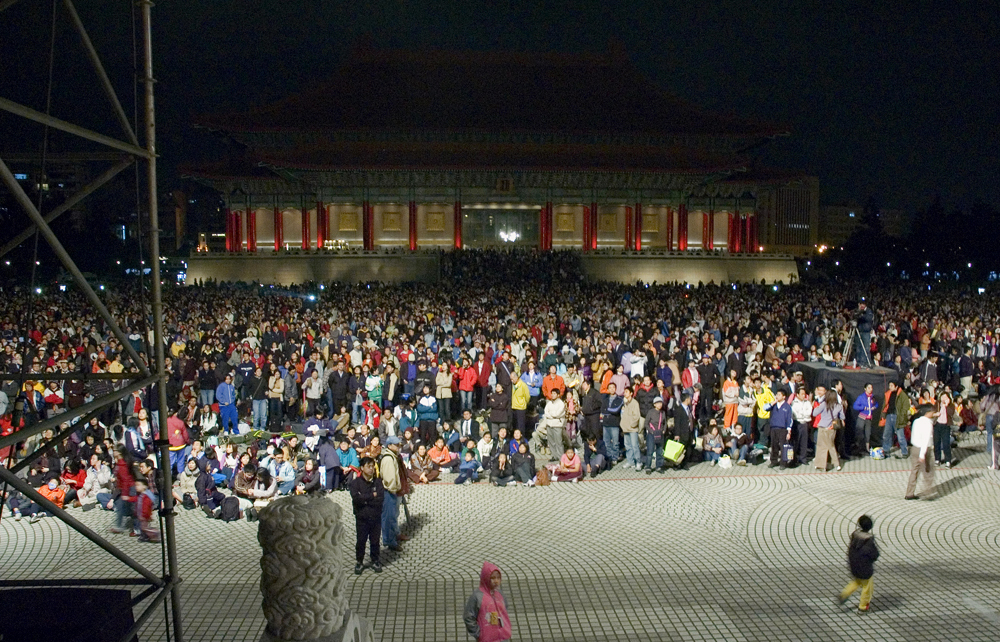
Тысячи людей собирались на площади Свободы в 2005 году, чтобы послушать выступление сэра Саймона Рэттла и Берлинского филармонического оркестра в Национальном концертном зале.

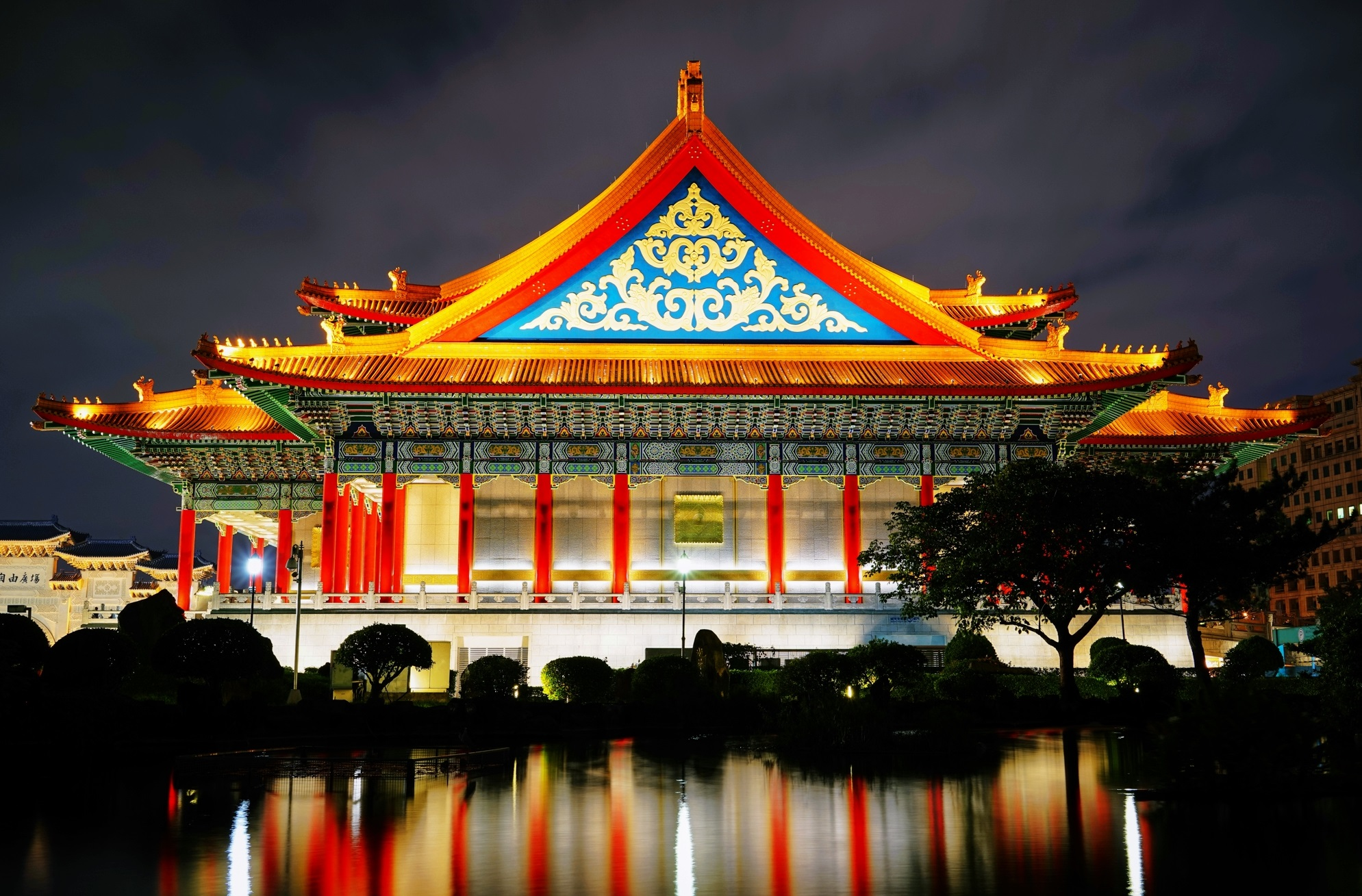
Национальный концертный зал ночью

Список театров, которые выступали в Национальном театре, включает Театр танца «Заоблачные ворота», Кировский балет, труппа Судзуки из Тоги и её руководитель Тадаши Судзуки, Тайваньская опера Ян Ли-хуа, труппа театра Мин Хуаюань, оперная труппа Фей Ма Ю, кукольный театр Pili Heroes, исполнитель кабуки Бандо Тамасабуро V, режиссер Роберт Уилсон, танцовщики Марта Грэм, Мерс Каннингем, Рудольф Нуриев, Пина Бауш, Триша Браун, Лю Фэн-сюэ, Линь Хвай-минь, Ло Ман-фэй, Ю Хао- Йен и Лю Шао-лу. Также развивается сотрудничество с Национальным театром танца Шайо из Франции и Театром танца “Mercat De Les Flors” из Испании.
Среди иностранных исполнителей в Национальном концертном зале были композиторы Филип Гласс, Сэмюэл Адлер и Фредрик Эрнест, сопрано Джесси Норман, Барбара Хендрикс и Мирелла Френи, теноры Пласидо Доминго, Хосе Каррерас и Лучано Паваротти, баритон Брин Терфель, скрипачи Пинхас Цукерман, Хилари Хан и Акико Суванаи, виолончелисты Мстислав Ростропович и Йо-Йо Ма, пианисты Нобуюки Цудзи, Рут Сленчинска, Татьяна Николаева, Фу Цонг и Владимир Ашкенази, дирижёры Рудольф Баршай, Саймон Рэттл, Гюнтер Хербиг, Мей-Энн Чен, Серджиу Челибидаке, Майкл Тилсон Томас, Апо Хсу, Хельмут Риллинг и Лорин Маазель.
В Национальном концертном зале установлен орган нидерландской фирмы Flentrop 1987 года. Американский органист-виртуоз Джон Уокер часто выступал в Концертном зале, начиная с 1992 года. Он выступал и как солист, и с различными оркестрами, в том числе с Национальным симфоническим оркестром Тайваня.
Коллективы классической музыки, выступающие в Зале, включают Джульярдский струнный квартет, Королевский оркестр Консертгебау в Амстердаме, Венский филармонический оркестр, Чешский филармонический оркестр, Берлинский филармонический оркестр, Мюнхенский филармонический оркестр, Симфонический оркестр Баварского радио, Симфонический оркестр Сан-Франциско, Шанхайский симфонический оркестр и Венский хор мальчиков. Профессиональные тайваньские симфонические оркестры, которые регулярно выступают в зале: Национальный симфонический оркестр, Тайбэйский симфонический оркестр, Тайбэйский национальный симфонический оркестр, симфонический оркестр «Evergreen», Тайбэйский китайский оркестр, Тайваньский национальный хор, Певцы Формозы и Тайбэйский филармонический оркестр и Хор.
В репертуарах Национального театра и Национального концертного зала представлены художественные стили и традиции со всего мира, в том числе театр кабуки, шекспировская драма, тайваньская опера и кукольная драма, опера Верди, африканский танец, пекинская опера, бродвейские шоу, вагнеровская музыкальная драма, американский джаз, парижский комик опера и латиноамериканские танцы. Здания являются площадкой для проведения различных фестивалей и специальных мероприятий, в том числе Тайбэйского международного фестиваля искусств, серии международных фестивалей искусств («Вызов в экстазе», «Поэтические эссе с живым смыслом»), Британского театрального фестиваля, Фестиваль китайской драмы и Тайбэйский кинофестиваль. Здания регулярно служат фоном для мероприятий под открытым небом на площади Свободы, включая визиты на Тайвань иностранных лидеров и ежегодный Тайбэйский фестиваль фонарей.
Фестиваль Classic 20 в 2007-2008 годах ознаменовал двадцатилетие залов. Фестивальный сезон посетили Тадаши Судзуки, Филип Гласс, Роберт Уилсон, Симфонический оркестр Баварского радио и Немецкая опера на Рейне, а также Театр танца «Облачные ворота», Тайваньская опера Ян Ли-хуа (кит. 楊麗花歌仔戲), Театр Performance Workshop (кит. 表演工作坊) и New-Classic Dance Company (кит. 新古典舞團).